# Saint-Hilaire-de-Brens
Saint-Hilaire-de-Brens település Franciaországban, Isère megyében. Lakosainak száma 605 fő (2022. január 1.). Saint-Hilaire-de-Brens Trept, Vénérieu, Dizimieu, Moras és Saint-Chef községekkel határos.

## Népesség
A település népessége az elmúlt években az alábbi módon változott:
| Lakosok száma | 300  | 321  | 392  | 495  | 555  | 608  | 636  | 615  | 604  | 605  |
|               | 1968 | 1982 | 1990 | 2006 | 2013 | 2015 | 2017 | 2019 | 2020 | 2022 |